# Kun je nog zingen, zing dan mee! Voor jonge kinderen

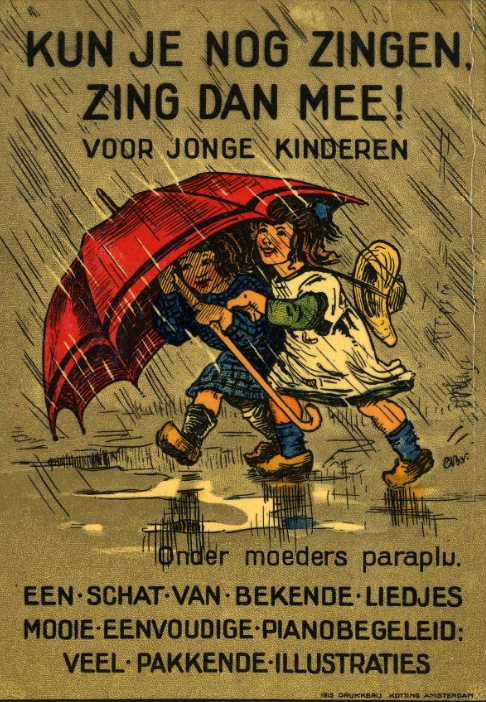
Reclameposter uit 1915 voor de kinderliedbundel Kun je nog zingen, voor jonge kinderen, met een afbeelding van het liedje 'Onder moeders paraplu'.

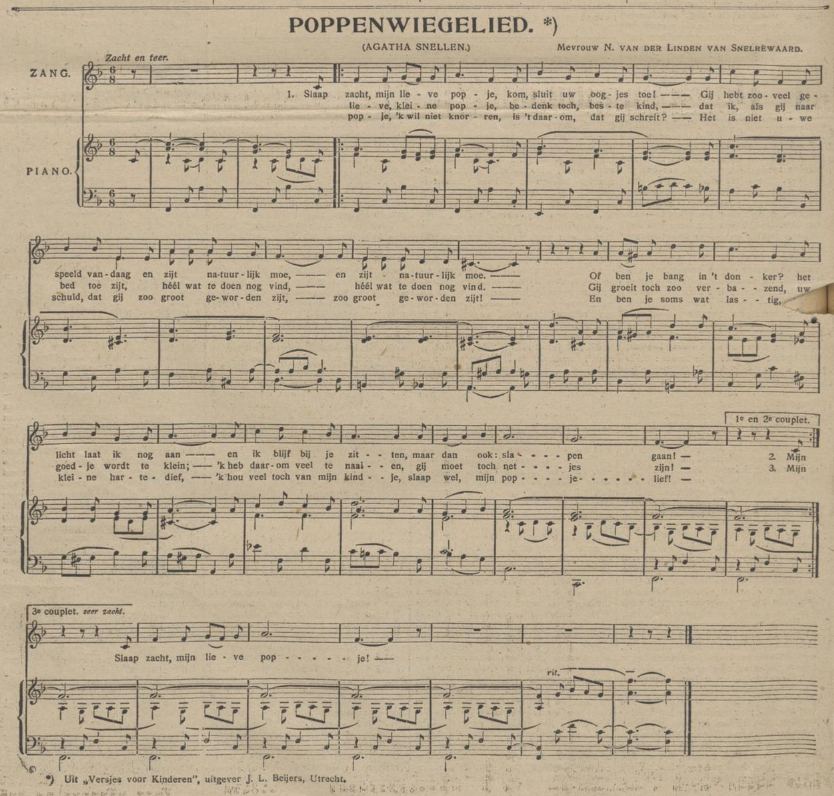
Het kinderliedje 'Slaap zacht, mijn lieve popje / Kom, sluit uw oogjes toe' van Agatha Snellen en Catharina van Rennes, afgedrukt in de krant (1909). In 1912 werd dit opgenomen in Voor jonge kinderen.

Kun je nog zingen, zing dan mee! Voor jonge kinderen: 50 algemeen bekende schoolliedjes voor de voorbereidende en lagere klassen (1912) is een liedboek voor kinderen van ongeveer 4 tot en met 7 jaar. De liedbundel is samengesteld door Jan Veldkamp en Klaas de Boer en werd uitgegeven door uitgeverij Noordhoff (Groningen). De arrangementen voor pianobegeleiding zijn van P. Jonker. De illustraties zijn van de hand van Tjeerd Bottema.
Het kinderliedboek werd een aantal maal herdrukt. In 1937 verscheen de zesde, vermeerderde druk. In 1951 de laatste reguliere, zevende druk. Van de tweede druk (1918) verscheen een heruitgave in 1980.
Het liedboek was een voortvloeisel uit het verkoopsucces van de bundel Kun je nog zingen, zing dan mee van 1906, die gericht was op de leeftijd van 8 tot 80. Er zijn vier liedjes in beide bundels opgenomen: 'Hannes loopt op klompen' en 'Van zoeme, zoeme, zom' (N. Doumen); 'Wordt wakker, 't zonnetje is al op' (H. van Tussenbroek); en 'Zie, de maan schijnt door de bomen' (J.P. Heije).
Voor jonge kinderen bevat eigentijdse kinderliedjes (tweede helft 19e en begin 20e eeuw), geschreven door Nederlandse en Belgische tekstdichters en componisten. Door de ruime verspreiding op bewaarscholen en lagere scholen in een groot deel van de twintigste eeuw, kregen de liedjes in de bundel een brede verspreiding en konden lange tijd bekend blijven.
Voorbeelden van bekende liedjes in dit liedboek zijn: 'Daantje zou naar school toe gaan' (H. Bruining); 'Daar zaten zeven kikkertjes' (J.P. Heije); 'Drie kleine kleutertjes' (vert. Catharina van Rennes); 'Onder moeders paraplu' (Anna Sutorius); en 'Wij hebben twee kleine poesjes' (Henriëtte Kriebel).

## Lijst van liedjes inKun je nog zingen, voor jonge kinderen
Voor onderstaande lijst van liedjes die zijn opgenomen in de bundel is gebruik gemaakt van de zesde, vermeerderde druk (1937). De volledige titel daarvan luidt: Kun je nog zingen, zing dan mee! Vijf en zeventig algemeen bekende schoolliederen voor jonge kinderen met pianobegeleiding.
De liedjes staan in de tabel op alfabetische volgorde op basis van incipit (de beginregels van het liedje). Door bovenaan op het driehoekje te klikken, kan de lijst naar keuze ook alfabetisch op bijvoorbeeld tekstdichter, componist of liednummer worden gerangschikt.
| Beginregel lied                                                                                            | Titel lied                        | Tekstdichter              | Componist                 | Liednr. | Bron                                                  | Bijz. |
| --- | --------------------------------- | ------------------------- | ------------------------- | ------- | ----------------------------------------------------- | --- |
| Als ik eens een vogeltje was, / o! wat zou ik vliegen                                                      | Een lustig Liedeken               | zzz als                   | Catharina van Rennes      | 63      | Meizoentjes (dl. 1)                                   | Vertaald uit het Hoogduits door C. van Rennes.                                                           |
| Annemarije heeft altijd wat: / Springen, kringen ringelreien                                               | Annemarije                        | Gijsbert Lovendaal        | H.J. Stomp                | 67      |                                                       | |
| Buurvrouws haantje Pikwatgauw / Buurvrouws hoentje Lijsje                                                  | Diefjes                           | Marie Koenen              | Philip Loots              | 70      |                                                       | |
| Daantje zou naar school toe gaan, / Maar hij bleef gedurig staan                                           | Daantje                           | Hendrik Bruining          | H.J. den Hertog           | 33      | 25 liedjes om op het gehoor te zingen                 | |
| Daar ginds komt de stoomboot uit Spanje weer aan, / Hij brengt ons Sint Nicolaas Ik zie hem al staan       | Daar ginds komt de stoomboot      | Jan Schenkman             | zzz daar                  | 72      |                                                       | Sinterklaasliedje. Op de wijs van: 'Im Märzen der Bauer'                                                 |
| Daar kom ik in het schemeruur / De trappen op geslopen                                                     | Klaas Vaak                        | Anna Fles                 | Catharina van Rennes      | 37      | Jong Holland                                          | |
| Daar waren twee muzikantjes, / Onlangs bij ons in de stad                                                  | Muziek                            | Hendrik Bruining          | T.E. Halbertsma           | 24      | Liedjes voor school en huis                           | |
| Daar zaten zeven kikkertjes, / Al in een boerensloot                                                       | Daar zaten zeven kikkertjes       | Jan Pieter Heije          | zzz daar                  | 9       |                                                       | |
| Dans dans poppetje dans! / Buitel en draai maar, duikel en zwaai maar                                      | Poppendans                        | zzz dans                  | Philip Loots              | 47      | Bloesems en bloempjes                                 | |
| De zak van Sint Niklaas, / O jongens, jongens 't is zo'n baas                                              | De zak van Sint Niklaas           | zzz dezak                 | zzz dezak                 | 74      |                                                       | Sinterklaasliedje.                                                                                       |
| Drie kleine kleuterkes / Die zaten op 'n hek                                                               | Een babbeltje                     | Kate Greenaway            | Catharina van Rennes      | 61      | Miniatuurtjes                                         | Vertaald uit het Engels door C. van Rennes.                                                              |
| Droomerig vallen twee kijkertjes toe: / Slaap maar, lief kindeke, ben je niet moe                          | Wiegelied                         | Simon Abramsz             | Carl Maria von Weber      | 3       |                                                       | |
| Duifjes met uw blanke veêren, / Vlieg je niet door alle weêr                                               | Duifjes                           | Jan Pieter Heije          | J.W. Wilms                | 41      |                                                       | |
| Een aardig, klein wit poesje, / Was op de wandeling                                                        | Mis Poes!                         | Anna Sutorius             | J.P.J. Wierts             | 66      | Kiekjes uit het kinderleven                           | |
| Een kindje huppelt in de wei / En plukt er bloemkens van de Mei                                            | In de Mei                         | Tante Lize                | P. Jonker                 | 26      | 12 kinderliederen van P. Jonker                       | Tante Lize is het pseudoniem van kinderboekenschrijfster E. Dopheide-Witte.                              |
| Eerst een beetje meel, / Dan een beetje melk                                                               | Flensjes bakken                   | Anna Lambrechts-Vos       | Anna Lambrechts-Vos       | 8       | Madeliefjes, zes Kinderliedjes                        | |
| Er was een huisje wit en glad, / Dat niet een enkel deurtje had                                            | Een Raadseltje                    | J.M. Reijnders            | Philip Loots              | 38      | Levensmorgen (deel 1)                                 | Naam tekstdichter wordt ook gespeld als Jos. M. Reynders.                                                |
| Hakke, hakke bom! / Jantje ligt weer om                                                                    | Op het IJs                        | J.M. Reijnders            | J.P.J. Wierts             | 21      | Schetsen uit de kinderwereld                          | Naam tekstdichter wordt ook gespeld als Jos. M. Reynders.                                                |
| Hannes loopt op klompen, / zimpe, zampe, zompe                                                             | Koppig                            | Nicetas Doumen            | Philip Loots              | 13      | Levensmorgen (2e bundel)                              | |
| Hansje en Hansjepop wandelen rond; / Mollig en zacht is de geurige grond                                   | Hansje en Hansjepop               | Beata                     | Henriëtte Kriebel         | 40      | Voor onze kleintjes                                   | |
| Hansjepansje zat op 't hek, / teekende op een leitje                                                       | Een Schilderijtje                 | Anna Lambrechts-Vos       | Anna Lambrechts-Vos       | 1       | Het boekje van Tante An                               | |
| Haring als zallem! / Visscherman van buiten wat heb je in je net                                           | Haring als zalm!                  | Tante Lize                | Kor Kuiler                | 23      | Voor de jeugd (1e bundel)                             | Tante Lize is het pseudoniem van kinderboekenschrijfster E. Dopheide-Witte.                              |
| Hopsasa, faldera! Poesjes, nu opgelet, / Pootjes mooi neergezet, Kopjes omhoog                             | Poesje's dansliedje               | Beata                     | Nelly van der Linden      | 5       | Kinderleven (3e bundel)                               | |
| Hopsa, hopsasa, laat ons vroolijk dansen / Hopsa, hopsasa, speelman laat ons dansen                        | Dansliedje                        | Nanny de Roever           | Carl Reinecke             | 29      |                                                       | |
| Ik ben zoo blij, ik ben zoo blij! / Heidi, heida, heidom                                                   | Ik ben zoo blij                   | Gijsbert Lovendaal        | Hendrik C. van Oort       | 50      | Zes kinderliederen (1e reeks)                         | |
| Ik heb een aardig vinkje, / 't Zit buiten in de kooi                                                       | Mijn Vinkje                       | Diederik                  | Richard Hol               | 10      | De jeugdige zanger                                    | |
| Ik heb een kleinen, kleinen tuin, / Daar kweek ik bloemen in                                               | Bloemenkweeken                    | Jan Pieter Heije          | Johannes van Bree         | 14      |                                                       | |
| Ik heb een lief klein broertje, / Waarvan ik wat vertel                                                    | Mijn klein broertje               | S. Rombouts               | Philip Loots              | 12      | Levensmorgen                                          | |
| Ik, moedertje klein, / Moet op mijn kindje passen                                                          | Een poppenmoedertje               | J.M. Reijnders            | Philip Loots              | 56      | Levensmorgen (1e bundel)                              | Naam tekstdichter wordt ook gespeld als Jos. M. Reynders.                                                |
| Ik rij op mijn paardje zoo lustig, hop! hop! / Nu eens in een drafje En dan in galop                       | Mijn paardje                      | H. Sobel                  | H. Sobel                  | 36      | Voor mijn kleintjes, 25 liedjes v. d. aanvangsklasse  | |
| Ik ken twee kleine venstertjes / en elk maar van één ruit                                                  | Wie weet het?                     | H. de Raaf                | Richard Hol               | 16      | Klein liedeboek                                       | |
| Ik zie een ding, dat gij niet ziet, dat gij niet ziet. / Ik zie wat moois, maar 'k noem het niet           | Raadsel                           | H. de Raaf                | Richard Hol               | 18      | Klein liedeboek                                       | |
| In de wei, In de wei / Groeien en bloeien de bloemekens blij                                               | Wat een pret!                     | O.S. van der Veen         | H.J. Stomp                | 45      |                                                       | |
| Kinders kijkt de muggendans, muggendans, muggendans                                                        | Muggendans                        | W.G. Borrias              | J.F. Tierie jr.           | 64      | Loovertjes, 16 kinderliedjes                          | |
| Klein Annetje zit met haar popje in d'arm / en kust het en wiegt het zoo zacht                             | Klein Annetje                     | Tante Lize                | Kor Kuiler                | 57      | Voor de jeugd (1e bundel)                             | Tante Lize is het pseudoniem van kinderboekenschrijfster E. Dopheide-Witte.                              |
| Klein poppedijntje, donderidon, / 'k Wou dat jij lekkertjes slapen gaan kon                                | Slaapliedje                       | Anna Sutorius             | J.P.J. Wierts             | 53      | Kiekjes uit het kinderleven                           | |
| Klein ventje zal gaan slapen / In 't bedje wit en zacht                                                    | Wiegeliedje                       | Vada                      | A.H. Amory                | 43      | Liederen en balladen                                  | |
| Kom Pinksterbloem, treed uit / we zullen gaan maken van stokken en staken                                  | De Pinksterblom                   | Marie Koenen              | Philip Loots              | 69      |                                                       | |
| Lammetje loop je zoo eenzaam te blâten Over de heî! Over de heî! / Hoe kom je hier, zoo van allen verlaten | 't Verdwaalde Lam                 | Jan Pieter Heije          | J.G. Bertelman            | 28      |                                                       | |
| Lang zal hij leven! Lang zal hij leven! / Lang zal hij leven in de gloria                                  | Lang zal hij leven                | zzz lang                  | zzz lang                  | 51      |                                                       | |
| Lien heeft k'nijntjes / O, zoo'n fijntjes                                                                  | Ontbijt                           | J.M. Reijnders            | Philip Loots              | 58      | Levensmorgen (2e bundel)                              | Naam tekstdichter wordt ook gespeld als Jos. M. Reynders.                                                |
| Liesken! wat scheel je kind? / Sta je te pruilen                                                           | Knorrig Liesken. Een Speelliedje  | zzz Liesken               | Catharina van Rennes      | 62      | Vlindervlucht (deel 1)                                | Vertaald uit het Hoogduits ('Gretchen, was fällt dir ein, so ein Gesicht zu machen') door C. van Rennes. |
| Lustig marcheeren wij juist in de maat. / Ieder van ons lijkt een knappe soldaat                           | Bij 't Marcheeren                 | J. Tadema                 | P. Jonker                 | 15      | 12 Kinderliederen                                     | |
| Mè, lammetje mè! / Een lammetje liep door het veld                                                         | Mè, lammetje mè                   | zzz me                    | zzz me                    | 39      |                                                       | |
| Met lichten tred, heel zacht, heel zacht, heel zacht, heel zacht, / is in den nacht de Lente aangekomen    | De Lente is gekomen               | Hermanna                  | J.F. Tierie jr.           | 54      | Vijf kinderliedjes (Tierie, opus 33)                  | |
| Mijn broertje leert nu loopen, / Hij kan al stevig staan                                                   | Broer leert loopen                | S.M. Bouman-van Tertholen | S.M. Bouman-van Tertholen | 7       | Waar kleine kinderen gaarne van zingen                | |
| Mijn zusje kreeg van Sinterklaas / Twee emmertjes van blik                                                 | Het boerinnetje                   | Hendrik Bruining          | T.E. Halbertsma           | 11      | Liedjes voor school en huis                           | Sinterklaasliedje.                                                                                       |
| O, jongens! als 'k rijk was, / Ik wist wat ik deê                                                          | Als 'k rijk was                   | H. Sobel                  | H. Sobel                  | 27      | Voor mijn kleintjes, 25 liedjes v. d. aanvangsklassen | |
| O, wat zijn we heden blij, / Ria is jarig Ria is jarig                                                     | O, wat zijn we heden blij         | zzz owat                  | zzz owat                  | 52      |                                                       | |
| Onder Moeders paraplu / Liepen eens twee kindjes                                                           | In de regen                       | Anna Sutorius             | J.P.J. Wierts             | 55      | Kiekjes uit het kinderleven                           | |
| Ringel ringel rozenkrans, / Huppel in den rondedans                                                        | Ringelreien                       | J.M. Reijnders            | J.P.J. Wierts             | 48      | Schetsen uit de kinderwereld                          | Naam tekstdichter wordt ook gespeld als Jos. M. Reynders.                                                |
| Ringelreien, Rozekrans, / Vijf kleine dikkertjes aan den dans                                              | Een dansje                        | Kate Greenaway            | Catharina van Rennes      | 42      | Miniatuurtjes                                         | Vertaald uit het Engels door C. van Rennes.                                                              |
| Schommelen, schommelen, heen en weer; / hooger, hooger, keer op keer                                       | Schommelliedje                    | A. van Harpen Kuyper      | Catharina van Rennes      | 22      | Meizoentjes (deel 1)                                  | |
| Sint-Niklaasje bonne bonne bonne, / Gooi wat in mijn regentonne                                            | St.-Niklaasje bonne bonne bonne   | zzz sint                  | zzz sint                  | 73      |                                                       | Sinterklaasliedje.                                                                                       |
| Slaap kindje, slaap! / Daar buiten loopt een schaap                                                        | Slaap kindje, slaap               | zzz slaap                 | zzz slaap                 | 34      |                                                       | |
| Slaap met open ramen, / Want de frissche lucht                                                             | Slaap met open ramen              | Vos-Goudsmit              | F.F. Huber                | 49      | Het maandblad Ons groene kruis                        | |
| Slaap, popje slaap, / Doe d' oogjes toe                                                                    | Poppenwiegeliedje                 | Nanny de Roever           | Carl Reinecke             | 35      |                                                       | |
| Slaap zacht, mijn lieve popje / Kom, sluit uw oogjes toe                                                   | Poppenwiegelied                   | Agatha Snellen            | Catharina van Rennes      | 46      | Meizoentjes (deel 2)                                  | |
| Smidje, wat hamer je er lustig op toe! / Smidje vertel me eens, word je niet moe                           | De smid                           | zzz Smidje                | W.H. de Groot Wz.         | 31      |                                                       | |
| Suja, don deine, / Slaapt onze kleine                                                                      | Slaapliedje                       | Vada                      | A.H. Amory                | 25      | Amory's kindercantate In 't bos                       | |
| Takjes buiten, veertjes binnen / Zoo is 't warme nest gemaakt                                              | Het Vogelnest                     | zzz Takjes                | W.H. de Groot Wz.         | 4       |                                                       | |
| Tarabom! Tarabom! Tarabom! / Ik hoor de trommels slaan                                                     | De Schutters                      | Hendrik Bruining          | H.J. den Hertog           | 2       | 25 liedjes om op het gehoor te zingen                 | |
| Trip, trip, trappeldetrap / Door de gang de vlugge stap                                                    | Moeders lieveling                 | Titia van der Tuuk        | Nelly van der Linden      | 6       | Kinderleven (4e bundel)                               | |
| Tu tu. Spoortje ga, tu tu ta, / Treintje rij, tu tu tu tu tij                                              | Dini op reis                      | Anna Lambrechts-Vos       | Anna Lambrechts-Vos       | 60      | Madeliefjes                                           | |
| Van zoeme, zoeme, zom zom zom, / Een bijtjen en een blom                                                   | Bij en blom                       | Nicetas Doumen            | Philip Loots              | 44      | Levensmorgen (2e bundel)                              | |
| Voor 't opene venster, bij Zuidewind, / Ligt Lieveken zachtjes te zingen                                   | Ziek geweest                      | Freia                     | Catharina van Rennes      | 68      | Instantaneetjes                                       | |
| Wat hebben de ganzen voor kleeren aan? / Gigagak, gigagak, gigagak                                         | Een Ganzenliedje                  | J.M. Reijnders            | J.P.J. Wierts             | 20      | Schetsen uit de kinderwereld                          | Naam tekstdichter wordt ook gespeld als Jos. M. Reynders.                                                |
| Wie komt er alle jaren daar heel uit Spanje varen, / over de groote zee? Sint Nicolaas, hoezee             | Sint Nicolaas                     | Fred Berens               | Nelly van der Linden      | 75      | Kinderliedjes (5e bundel)                             | Sinterklaasliedje.                                                                                       |
| Wij dansen hand aan hand / want Mei is weer in 't land                                                     | Meifeest                          | Hendrika van Tussenbroek  | Hendrika van Tussenbroek  | 65      | Sneeuwklokjes (2e bundel)                             | |
| Wij hebben twee kleine poesjes, / Met pootjes zoo zacht als fluweel                                        | Zulke Bengels                     | Henriëtte Kriebel         | Henriëtte Kriebel         | 17      | Voor onze kleintjes                                   | |
| Wij kikkertjes zitten al op ons gemak, / En zingen zoo lustig ons liedje: kwak, kwak                       | Kikkerliedje                      | J.M. Reijnders            | Philip Loots              | 59      | Levensmorgen (2e bundel)                              | Naam tekstdichter wordt ook gespeld als Jos. M. Reynders.                                                |
| Wordt wakker 't zonnetje is al op. / De bloemen kijken uit hun knop                                        | 's Morgens vroeg                  | Hendrika van Tussenbroek  | Hendrika van Tussenbroek  | 32      | Sneeuwklokjes (deel 1)                                | |
| Zeven kleine hummeltjes, / Zeven dikke pummeltjes                                                          | In de Wei                         | C.J.C. Geerlings          | C.J.C. Geerlings          | 19      |                                                       | |
| Zeven zoete kindertjes, / Hei, hei, hei                                                                    | Dansliedje                        | Simon Abramsz             | Simon Abramsz             | 30      | Maandblad Voor de kinderkamer                         | |
| Zie de maan schijnt door de bomen / Makkers staakt uw wild geraas                                          | Zie de maan schijnt door de bomen | Jan Pieter Heije          | J.J. Viotta               | 71      |                                                       | Sinterklaasliedje.                                                                                       |